# Bulbothrix amazonensis
Bulbothrix amazonensis är en lavart som beskrevs av V. Marcano, Galiz & A. Morales. Bulbothrix amazonensis ingår i släktet Bulbothrix och familjen Parmeliaceae.   Inga underarter finns listade i Catalogue of Life.